# Березовський (Мурашинський район)
Бере́зовський (рос. Берёзовский) — селище у складі Мурашинського району Кіровської області, Росія. Входить до складу Мурашинського сільського поселення.
Населення становить 5 осіб (2010, 13 у 2002).
Національний склад станом на 2002 рік — росіяни 92 %.